# Salzbrunn (Beelitz)
Salzbrunn ist ein Ortsteil der Stadt Beelitz im Landkreis Potsdam-Mittelmark in Brandenburg.

## Geografie
Das Dorf liegt 27 Kilometer südwestlich der Landeshauptstadt Potsdam, etwa einen Kilometer westlich der B 2 zwischen Beelitz und Treuenbrietzen im Naturpark Nuthe-Nieplitz.

## Geschichte und Etymologie

### 16. bis 18. Jahrhundert
Im 16. Jahrhundert fanden Arbeiter in der Nähe der Nieplitz unterirdische Salzquellen. Der Baumeister Caspar Theiss betrieb die „Gesellschaft zur Ausbeutung der Bodenschätze der Mittelmark“, die 1539 das Privileg des Kurfürsten erhielt und 1544 das „Salzwerk Beelitz“ gründete. Von 1542 bis 1548 bauten Handwerker ≈1,5 km nördlich des heutigen Ortes die Saline, um den damals kostbaren Rohstoff zu gewinnen. Der Ortsname geht auf diese Anlage zurück. 1580 findet sich eine urkundliche Erwähnung als auch der […] Salzbrunnen. Das Salz wurde durch Sieden einer Sole gewonnen.
Bedingt durch den Dreißigjährigen Krieg waren weite Teile der Mark wüst gefallen. Die Einwohner aus Wittbrietzen und dem benachbarten Elsholz nutzen die Gemarkung für die Viehzucht und zur Landwirtschaft. 1747 ließ Friedrich der Große durch den königlichen Kommissar Brandt insgesamt zwölf Pfälzer Familien anwerben. Sie kamen von Frankfurt über Eisenach nach Berlin und wurden dort zunächst den Winter über in Schulen untergebracht. Im Frühjahr 1748 begann die Besiedlung, als in dem neuen Ort Salzbrunn für die Familien acht Häuser mit Nebengebäuden errichtet wurden. Ein Leutnant Balby führte gemeinsam mit einem Geodäten eine Katastervermessung durch, die 85 Tage Zeit in Anspruch nahm. Auf Anweisung des Amtes wurden die Kolonisten in dieser Zeit in Elsholz und Treuenbrietzen untergebracht. So entstand unter der Leitung des Baumeisters Nettke die Anlage eines Straßendorfs, in dem nördlich und südlich der Dorfstraße nach Beelitz (westlich der Straße nach Buchholz) je drei, sowie zwei weitere Gehöfte nördlich der Dorfstraße nach Birkhorst und östlich der Straße nach Buchholz entstanden. Die Siedler erhielten 51 Morgen Land und 10 Morgen Wiese. In dem verbleibenden Karree entstanden eine Schule mit Scheune sowie die Kirche mit einem Haus für den Küster. Er erhielt 10 Morgen Acker, vier Morgen Wiese und zwei weitere Morgen Acker an seinem Gehöft, die frei vom Erbzins blieben. Das Gehöft des Dorfschulzen erhielt die Hausnummer 1; die übrigen Gebäude wurden im Uhrzeigersinn durchnummeriert. Diese Vorgabe galt bis in das Jahr 1975. Um die Investitionen zu schützen, durften erst die Enkel der ersten Bewohner die Höfe verkaufen oder verpachten. Gleichzeitig entstand Wohnraum auf dem Gebiet des ehemaligen Meierhofs auf dem Berghorst (=Birkhorst). Der erste Schultheiß war Peter Scheerer, der für diese Aufgabe eine Befreiung vom Erbzins für fünf Morgen sowie das Krugrecht erhielt. Friedrich II. förderte die Ansiedlung durch ein freies Kontingent an Bau- und Feuerholz. Jeder Siedler erhielt darüber hinaus drei Ochsen, drei Kühe, eine Zuchtsau im Wert von 75 Talern sowie einen Pflug mit einem Wagen im Wert von weiteren 10 Talern. Die Nachbargemeinden wurden verpflichtet, die Kolonisten Saatgut zu leihen. Zur Urbarmachung des Geländes begradigten Arbeiter in Abstimmung mit dem verantwortlichen Amt den Fluss und legte die Niedermoore um den Ort trocken.
Die Kolonisten verpflichteten sich am 6. Mai 1749 mit einem Eid vor dem königlichen Kommissar des Amtes Saarmund dem König gegenüber „treu, hold und gegenwärtig“ zu sein. Friedrich II. befreite sie für zwei Jahre von den Abgaben. Die Kolonisten schworen weiterhin „bei Ablauf derer Freijahre den mir gesetzten Erbenzins richtig im Amte ab[zu]geben, auch im übrigen alles tun und leisten wolle, was einem ehrlichen Untertag und Erbzinsmann zusteht“. Das Original des Eides ist im Brandenburgischen Landeshauptarchiv verwahrt. Bis zum Juli 1749 erhielten die Kolonisten weiterhin ein Verpflegungsgeld ausgezahlt, das sie nach der ersten Ernte im Sommer zum Teil zurückzahlen konnten. Aus den Archiven geht weiterhin hervor, dass die Einwohner den erfolgreichen Antrag stellen, eine finanzielle Unterstützung zu erhalten, um einen Brunnen und einige Futtertröge zu errichten.
Diese zahlreichen Zugeständnisse und Fördermittel führten zu Spannungen mit den benachbarten Orten. So ist ein Schriftstück aus dem Jahr 1749 überliefert, in dem sich die Bauern aus Elsholz beim Amt Saarmund darüber beschwerten, dass die neuen Einwohner eine größere Wiesenfläche erhalten hätten, als es den Elsholzer Bauern für ihre Viehzucht zur Verfügung standen. Ähnliche Klagen kamen aus Treuenbrietzen und Schäpe. Die Klagen führten dazu, dass der preußische Staat im Jahr 1779 eine Regelung zur Nutzung der umliegenden Wiesen erließ. 1750 konnte nach der erfolgreichen Examination des Küsters Umbach der reguläre Schulbetrieb aufgenommen werden. Er erhielt unter anderem eine Wohnung im Schulhaus mit Gartennutzung, drei Morgen Wiesen sowie zwei Kühe. Die Dorfbewohner wurden verpflichtet, jährlich eine Fuhre Brennholz bereitzustellen und ein Schulgeld von sechs Pfennig pro Kind zu bezahlen. 1754 kamen sechs weitere Familien aus dem Umland hinzu. 1769 errichteten Handwerker aus Feldsteinen eine Brücke über die Nieplitz, die im Osten der Gemarkung in Nord-Süd-Richtung verläuft. Damit wurde die Anbindung an die spätere Bundesstraße 2 erheblich verbessert.
Friedrich II. hatte den Kolonisten neben der Schule auch den Bau einer Kirche zugesagt. Da die finanziellen Mittel jedoch nicht ausreichten, sollte lediglich ein Bethaus errichtet werden, was wiederum den Bewohnern nicht zusagte. Sie erklärten sich daher bereit, Eigenleistungen zu und zusätzliches Geld einzubringen. Dennoch verzögerte sich der Bau durch den Siebenjährigen Krieg und konnte erst im 1785 mit der Kirchweihe fertiggestellt werden. 1772 siedelten in Salzbrunn insgesamt elf Bauern und sieben Kötter.

### 19. Jahrhundert
1817 kam Salzbrunn zum Landkreis Zauch-Belzig. Im 19. Jahrhundert besagte eine Vorschrift, dass bei einem Brand das Gebäude nicht wiedererrichtet werden durfte. Der Verursacher wurde dazu verpflichtet, aus der Ortschaft herauszuziehen und nahm dabei seine Hausnummer mit. 1836 kam es zu einem solchen Brand in dem Gebäude mit der Hausnummer 4. Der Bewohner erhielt von einem Nachbarn am Ende des Dorfes in Richtung Birkhorst ein neues Stück Land, das im 21. Jahrhundert jedoch die Hausnummer 19 trägt. Vermutlich im gleichen Jahr wurde ein neues Schulgebäude errichtet und ein Vorläufer der Freiwilligen Feuerwehr ins Leben gerufen. Sie erhielt 1846 eine Feuerlöschspritze. Die Siedlung wuchs derweil weiter an: 1837 bestanden im Ort 28 Wohnhäuser, zu denen 1858 die Buchholzer Wasser- und Sägemühle sowie das einstige Forsthaus durch eine Eingemeindung hinzukamen. Ende des 19. Jahrhunderts wurde die Bahnstrecke Jüterbog–Nauen in Betrieb genommen. Eine erste Planung sah vor, dass am Salzbrunner Weg ein Bahnhof errichtet werden sollte. Da Buchholz jedoch mehr Einwohner hatte, entschieden sich die Planer gegen Salzbrunn. 1895 gründete sich eine Molkereigenossenschaft in Wittbrietzen, in die auch die Salzbrunner Bauern eintraten.

### 20. bis 21. Jahrhundert

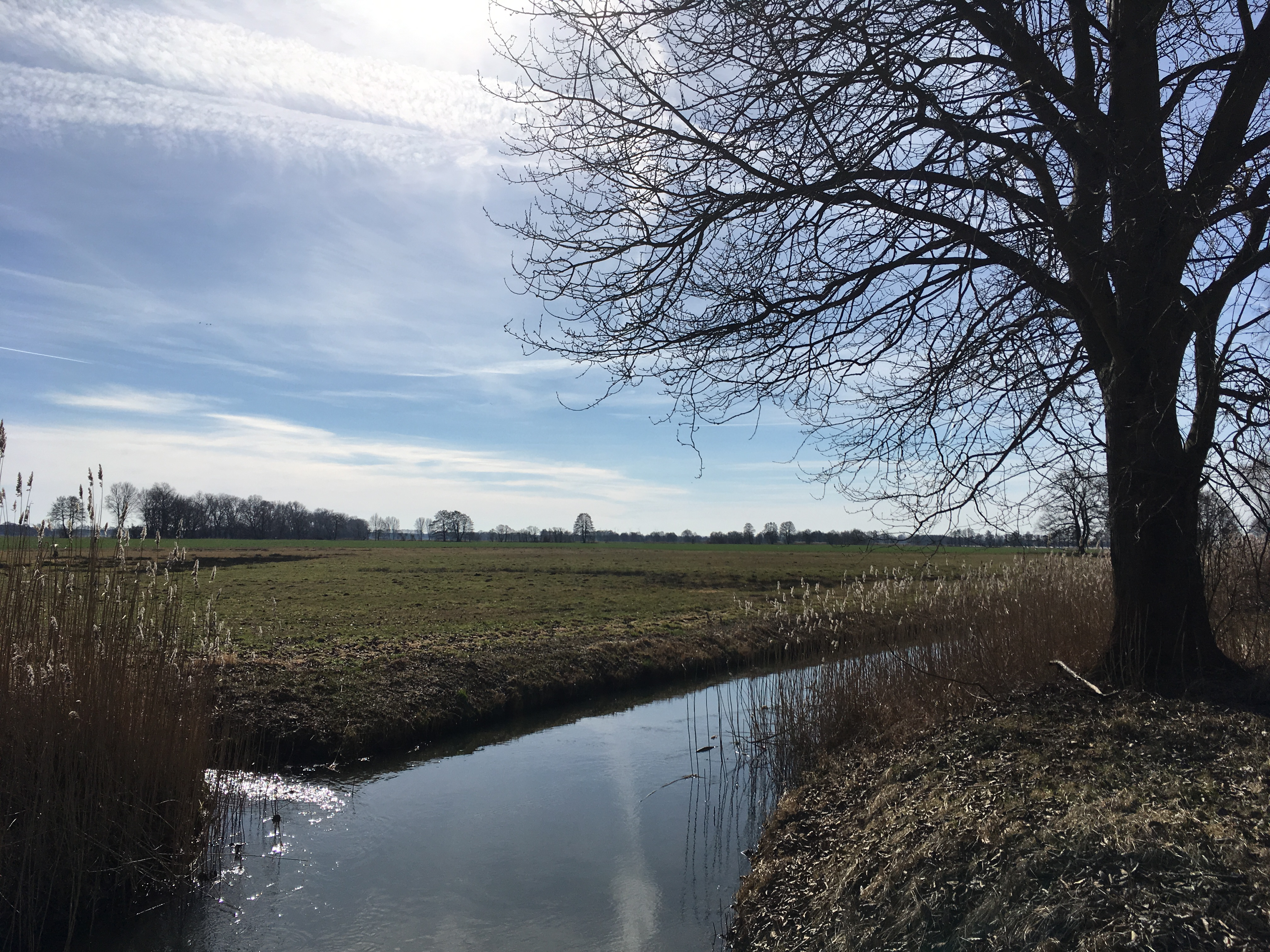
Neuer Graben

Aus dem Jahr 1900 sind 43 Gebäude überliefert. Sie erhielten im Jahr 1923 den Anschluss an das elektrische Stromnetz. In etwa zur gleichen Zeit wurde die Nieplitz im Bereich der Gemarkung von Salzbrunn begradigt, um die angrenzenden Flächen besser landwirtschaftlich nutzen zu können. 1934 gründete sich eine Freiwillige Feuerwehr. Im Zweiten Weltkrieg fiel am 14. Januar 1945 eine Bombe in ein Stallgebäude. In der Nacht vom 22. auf den 23. April 1945 wurde der Ort von der Roten Armee eingenommen. In den darauffolgenden Tagen kam es noch zu vereinzelten Gefechten mit deutschen Soldaten. Panzergranaten schlugen im Dorf ein und beschädigen einige Gebäude. Eine Scheune sowie weitere Gebäude fingen Feuer, konnten aber nicht gelöscht werden, da die Hilfskräfte nach Schilderungen von Überlebenden von an der Bundesstraße 2 platzierten Panzern beschossen wurden. Auch kam es im Mai zu Übergriffen und Vergewaltigungen durch sowjetische Soldaten; Männer wurden gefangen genommen und in NKWD-Lager gebracht. Die Einwohnerzahl stieg durch Heimatvertriebene stark an.
Am 18. Dezember 1950 sollte ein neuer Bürgermeister gewählt werden. Emil Bausamer von der SED erhielt fünf Stimmen, sein Gegenkandidat Eugen Siebert von der DBD lediglich drei. Dennoch trat Bausamer sein Amt nicht an, da ein Vertreter des Kreissekretariats in einer Gemeindevertretersitzung am 12. Februar 1951 erklärte, dass: „die SED den bisherigen Bürgermeister Bausamer mit der Begründung zurückzieht, daß er keine Klassenverbundenheit zeigt und die Interessen der Arbeiterklasse keineswegs vertreten hat. Mit seinem Ausschluss aus der SED ist zu rechnen.“ Eine erneute Abstimmung ergab vier Stimmen für Siebert bei vier Stimmenthaltungen, der somit bis 1957 Bürgermeister in Salzbrunn war. 1952 kam der Ort zum Kreis Potsdam-Land. Einige Jahre später eröffnete ein Konsum in der Gaststätte. In den Anfangsjahren der DDR erhielten die Landwirte strenge Auflagen zur Planerfüllung, um die Versorgung der Bevölkerung mit Lebensmitteln sicherzustellen. Einige Familien hielten diesem Druck nicht stand und verließen 1953 die DDR nach Berlin-West. Aus den verlassenen Höfen entstanden die ersten örtlichen Landwirtschaftsbetriebe, aus denen 1965 die LPG Thyr vom Typ I entstand. Für sie wurde eine Maschinenhalle errichtet. Auf Bestreben der Landwirte führten Bauarbeiter eine Vertiefung der Nieplitz durch, um durch eine Melioration eine Verbesserung der Erträge zu erreichen. 1967 schlossen sich die LPG Typ III und Typ I zu einer LPG Typ II zusammen. 1972 gründete sich die LPG Buchholz vom Typ III. 1978 asphaltierten Bausoldaten die Verbindung von der Bundesstraße 2 bis nach Birkhorst. Im Oktober 1979 stellten Arbeiter fest, dass die Feldsteinbrücke über die Nieplitz baufällig geworden war. Als Ursache vermuteten Experten die erheblichen Belastungen durch Panzer der Roten Armee, die bei Manövern auch durch Salzbrunn fuhren. Das Bauwerk wurde durch einen Neubau aus Beton ersetzt. Zur gleichen Zeit war auch ein Neubau der Brücke in Richtung Schäpe erforderlich. In den Jahren 1985 bis 1986 verlegten Handwerker Erdkabel, um die Häuser und die Straßenbeleuchtung mit elektrischem Strom zu versorgen. 1987 war durch mehrere Umbauten aus der Maschinenhalle der LPG I ein solides Bauwerk geworden, dass ab dieser Zeit von der Pflanzenproduktionsgenossenschaft Beelitz und der Gemeinde genutzt wurde, um Mohrrüben zu verarbeiten. Das Gebäude erhielt einen Saal, eine Küche sowie sanitäre Einrichtungen und konnte daher auch für kulturelle Zwecke genutzt werden.
Nach der Wende erhielten die Eigentümer die Möglichkeit, Baulücken zu verkaufen. Infolgedessen entstehen mehrere weitere Wohnhäuser; die Anzahl der Einwohner stieg auf 165 Personen. Seit 1994 gehört der Ort zum Landkreis Potsdam-Mittelmark. 1998 feierte die Gemeinde das 250-jährige Bestehen. Bis zur Eingemeindung nach Beelitz am 31. Dezember 2001 war Salzbrunn eine eigenständige Gemeinde.
Die Reste der ehemaligen Salinen sind im 21. Jahrhundert noch zu besichtigen. Im Jahre 2016 wurden sie als Bodendenkmal unter Schutz gestellt.

## Wappen
| Wappen von Salzbrunn | Blasonierung: „In Silber ein nach oben gebogener grüner Balken, belegt mit einem silbernen Salzkristall, begleitet oben von drei bewurzelten grünen Bäumen, unten von einem gemauerten runden roten Brunnen.“ |
| Wappen von Salzbrunn | Wappenbegründung: Die Einwohner von Salzbrunn und Birkhorst erzählen von ihren drei markanten riesigen Bäumen, die schon von weit her zu sehen waren. Diese standen in Formation weit draußen auf den Feldern der Umgebung und waren für lange Zeit ein Erkennungsmerkmal für die Ortschaft. Es war der Wunsch der Einwohner, diese drei großen Bäume auf ihrem gemeinsamen Wappen für Salzbrunn und Birkhorst darzustellen. Die Zahl drei in der Anordnung der drei Bäume könnte in diesem Zusammenhang auch für den Eid an den König stehen: TREU – HOLD – GEGENWÄRTIG. Der grüne Bogen steht für die Salzwiesen und die weite Landschaft, in der die drei markanten Bäume stehen. Der Salzkristall aus der historischen Geschichte des Ortes und der Brunnen als Namensgeber für den Ort Salzbrunn und sprechende Elemente in ihrer Anordnung, oben der Salzkristall, darunter der Brunnen SALZ BRUNN en. Das Wappen wurde vom Heraldiker Ismet Salahor aus Frankfurt gestaltet und beim HEROLD am 14. Dezember 2015 in die Deutsche Ortswappenrolle unter der Nr. 44BR aufgenommen. |

## Sehenswürdigkeit
Die evangelische Dorfkirche Salzbrunn ist eine Saalkirche, die in den Jahren 1784/1785 von den Pfälzer Siedlern errichtet wurde. In den Jahren 2003 und 2004 erfolgte eine umfangreiche Sanierung. Im Innern befindet sich eine schlichte Ausstattung aus der Bauzeit. Westlich des Kirchturms befindet sich auf dem Friedhof eine Kriegsgräberstätte für die Toten aus dem Zweiten Weltkrieg.